# 초윤
초윤(본명: 안초윤, 1998년 7월 19일 ~ )은 대한민국 여성 가수이다.

## 주요 이력
2016년 6월 23일, 걸 그룹 A.De의 구성원으로 데뷔하였다. 2016년 6월과 11월, A.De에서 싱글 음반 2편에 참여한 그녀는 1년 후 2017년 A.De를 탈퇴하여 같은 해 2017년 11월 21일을 기하여 솔로 싱글 앨범을 발표하였다.

## 디스코그래피

### 싱글 음반(솔로)
- 2017년 《Lucided》